# 凯尔文·赫夫勒
凯尔文·赫夫勒（Kelvin Hoefler，1994年2月10日—），巴西男子滑板运动员，2015年世界滑板锦标赛男子街头金牌得主、2017年世界滑板锦标赛男子街头铜牌得主、2018年世界滑板锦标赛男子街头银牌得主、2020年夏季奥林匹克运动会男子街头银牌得主。